# Manfred Eigen
Manfred Eigen (9. května 1927 Bochum – 6. února 2019) byl německý fyzikální chemik, nositel Nobelovy ceny za chemii za rok 1967. Obdržel ji společně s R. G. W. Norrishem a G. Porterem za výzkum mimořádně rychlých chemických reakcí. Doktorát získal na univerzitě v Göttingenu a byl ředitelem Ústavu biofyzikální chemie Maxe Plancka v Göttingenu. Založil také dvě biotechnologické firmy, Evotec a Direvo.